# Пиво у Польщі

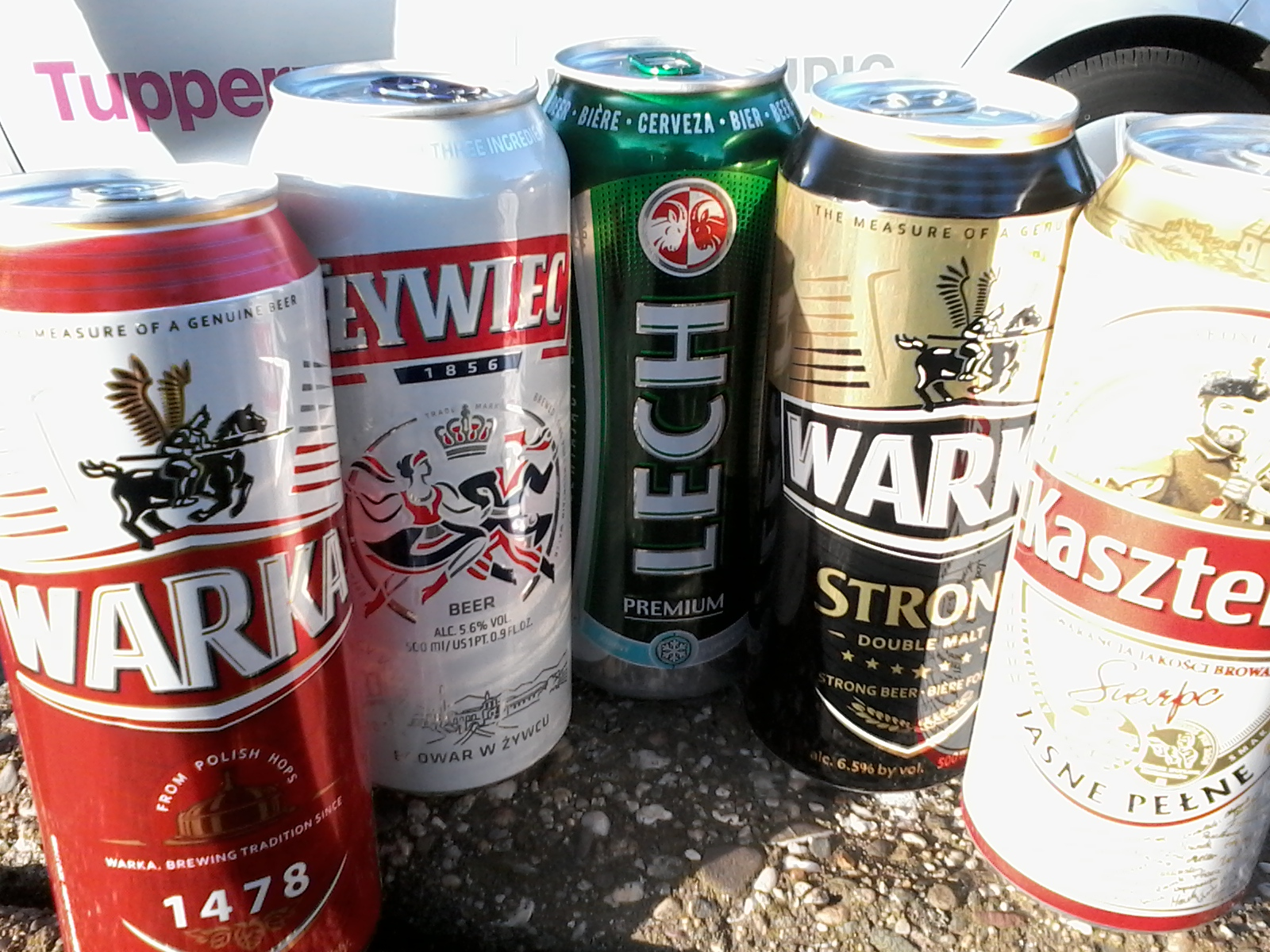
Польське пиво

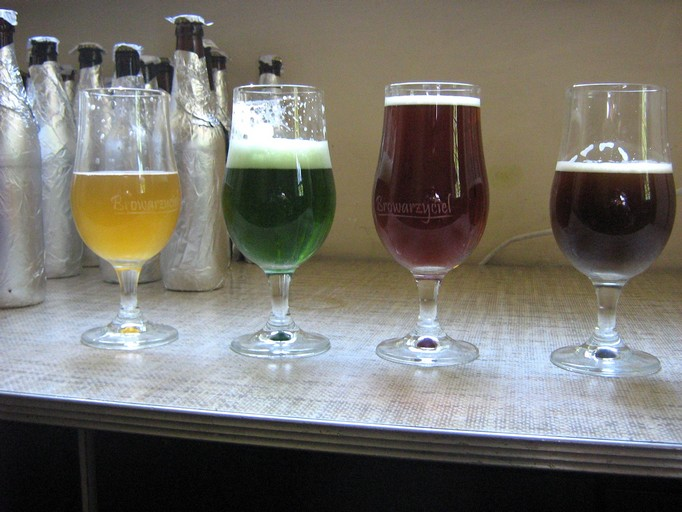
Пиво під час конкурсу домашнього пива на Фестивалі Доброго пива-2011

Станом на кінець 2013 року у Польщі налічувалося 97 пивоварних заводів, в тому числі пивоварень. Після Другої світової війни більшість пивоварних заводів в умовах комуністичного режиму були націоналізовані. На початку 1990-тих, після краху комуністичної ідеології, коли Польща перейшла до ринкової економіки, сюди прийшли великі міжнародні пивні компанії. Так, на даний час 85% польського ринку пива контролюють три лише компанії. Найбільш відомі польські пивні бренди: Живець, Окочім та Тиське.
Пиво від невеликих регіональних підприємств, об'єднаних в Асоціацію польських регіональних пивоварень (пол. Stowarzyszenie Regionalnych Browarów Polskich), набуває все більшої популярності.

## Історія
Традиція польського пивоваріння одна з найстаріших у світі. Вона сходить своїм корінням в далекі доісторичні часи Леха — легендарного предка всіх поляків. Найстарішу письмову згадку про польське броварництво (пивоваріння) можна знайти у хроніці Тітмара Мерзебурзького, який описував, що «перший король польський Болеслав Хоробрий через свою пристрасть до хмільного пива був прозваний пиволюбом». Цей факт свідчить про те, що пиво було відомо в Польщі вже наприкінці X століття. Приблизно в той же час була відкрита перша королівська пивоварня.
Пивоваріння стало вельми важливою частиною економіки Польщі. Унікальна рецептура цього напою трималася в найсуворішій таємниці, розголошення якої загрожувало навіть смертельною стратою. Влада Польщі стежила за роботою броварів і здійснювала постійний контроль за якістю пива.

## Ринок пива
У 2013 році у Польщі було продано 3,82 млрд. літрів пива. Загальний об'єм реалізації цього напою на внутрішньому ринку становив майже 4,5 млрд.€. Хоча б раз протягом року пиво п'є 88 % дорослого населення Польщі.
За кількість спожитого пива на 1 мешканця країни Польща займає четверте місце в Європейському Союзі, поступаючись лише Чехії, Австрії та Німеччині (станом на 2012 рік).
За 2012 рік у Польщі:
- вироблено 39 605 000 гектолітрів пива;
- працювало 87 пивних компаній;
- працювало 50 мікроброварень;
- у виробництві пива було задіяно 146,3 тис. працівників.